# Base de Gröbner
Em álgebra computacional, geometria algébrica computacional e em álgebra comutativa computacional, uma Base Gröbner é um tipo particular de subconjunto gerador de um ideal I em um anel de polinômios R. Ela pode ser entendida como uma generalização não linear, para várias variáveis:
- Do algoritmo de Euclides para o cálculo do máximo divisor comum em uma variável;
- Do processo de eliminação de Gauss para sistemas lineares,
- Dos problemas de programação inteira

A teoria das bases de Gröbner para anéis de polinômios foi desenvolvida por Bruno Buchberger em 1965, e foi assim denominada em homenagem ao seu orientador Wolfgang Gröbner. A Associação para Maquinaria da Computação concedeu-lhe em 2007 o prêmio Paris Kanellakis pelo seu trabalho. Um conceito análogo para anéis locais foi desenvolvido independentemente por Heisuke Hironaka em 1964, recebendo o nome de base padrão. A teoria análoga para álgebras de Lie livres foi desenvolvida por A. I. Shirshov em 1962, mas seu trabalho ainda é pouco conhecido fora da União Soviética.